# Constant-Maturity-Swap

Zeitreihen von Swapsätzen: der 10- und der 2-Jahres-Swapsatz und der Spread zwischen den beiden

Der Constant-Maturity-Swap, kurz CMS (deutsch etwa „Tausch konstanter Fälligkeiten“) ist eine Form des Zinsswaps, bei dem die Zinszahlung eines Swappartners in regelmäßigen Abständen an einen (längerfristigen) Referenzzinssatz (z. B. den jeweils aktuellen 10-Jahres-Swapsatz) angepasst wird. Die Zinszahlung des anderen Swappartners orientiert sich in der Regel an einem kurzfristigen Zinssatz (z. B. 3-Monats-Euribor).
Wie bei einem normalen Zinsswap wird also ein kurzfristiger Zins gegen einen längerfristigen getauscht, wobei im Unterschied dazu der langfristige Zinssatz über die Laufzeit nicht konstant ist, sondern regelmäßig angepasst wird.
Da es sich aber um einen „unfairen“ Tausch handeln würde, wird bei einer normalen Zinskurve der Constant Maturity Swap mit einem Aufschlag auf z. B. EURIBOR bzw. LIBOR oder als Abschlag auf den tourlich angepassten Kapitalmarktsatz quotiert.